# 埃夫里-库尔库罗讷站
埃夫里-库尔库罗讷站，有时又名“埃夫里中央站”，是法国的一个铁路车站，位于法国城市埃夫里。该站是法兰西岛铁路系统中的一个通勤车站，属于第五收费区（法語：Zone 5）。

## 位置
埃夫里-库尔库罗讷站位于埃夫里市区的东部，格里尼－科尔贝伊-埃松铁路7.008公里处。车站大致呈东西走向，是一个下沉式的铁路车站。

## 站台设置
埃夫里-库尔库罗讷站的站台层位于地下。
| 北↑ |      |             |  |
|     | 侧式 |             |  |
| 1道 |      | 科尔贝方向→ |  |
| 2道 |      | ←瑞维西方向 |  |
|     | 侧式 |             |  |
| 南↓ |      |             |  |

## 停靠线路
以下列车线路在埃夫里-库尔库罗讷站停靠：
| 埃夫里-库尔库罗讷站列车线路表 |                |           |                            |          |
| 起点                          | 上一站         | 线路      | 下一站                     | 终点     |
| 维列勒贝勒-戈内斯             | 奥朗日斯荆棘丛 | [T] · (D) | 布拉德费尔-埃夫里-热诺波勒 | 马勒瑟布 |
| 瑞维西                        | 奥朗日斯荆棘丛 | [T] · (D) | 布拉德费尔-埃夫里-热诺波勒 | 默伦     |

## 配套交通

### 长途客车
| 停靠埃夫里-库尔库罗讷站的大巴车  |            | |
| 上下车地点                       | 运营单位   | 主要线路及目的地 |
| 埃夫里-库尔库罗讷站 地面公交车站 | Albatrans  | 91.01 埃蒂奥勒 · 蒂日里 · 布西圣安托万 · 布吕努瓦 91.04 库尔库罗讷 · 圣热讷维耶沃代布瓦 · 奥尔日河畔布雷蒂尼 · 阿尔帕容 · 布里苏福尔日 91.05 圣热讷维耶沃代布瓦 · 利纳斯 · 莱叙利斯 · 快铁马西-帕莱索站 91.09 里斯-奥朗日斯 · 德拉韦伊 · 塞纳河畔维尼厄 · 蒙热龙 · 耶尔 |
| 埃夫里-库尔库罗讷站 地面公交车站 | Sénart Bus | 50 科尔贝伊-埃松 · 圣皮埃尔迪佩赖 · 略桑-穆瓦西站 · 萨维尼勒唐普勒 |
| 埃夫里-库尔库罗讷站 地面公交车站 | (N)        | N135 圣乔治新城 · 德拉韦伊 · 瑞维西 · 格里尼 · 科尔贝伊-埃松 N144 巴黎 · 奥尔日河畔瑞维西 · 格里尼 · 里斯-奥朗日斯 · 科尔贝伊-埃松 |
| 埃夫里-库尔库罗讷站 地面公交车站 | Car SNCF   | 当RER D施工或罢工时，SNCF可能会提供途径该线路沿途站点的大巴车 |
| 1. 2.                            |            | |

### 城市公共交通
| 埃夫里-库尔库罗讷站附近的市内公共交通线路       |                                  |           | |
| 公交车站名称                                    | 位置                             | 运营单位  | 停靠线路 |
| Evry - Courcouronne RER 埃夫里-快铁库尔库罗讷站 | 埃夫里-库尔库罗讷站 地面公交车站 | TICE      | 401 科尔贝伊-埃松-快铁站 ↔ 奥尔日河畔圣米歇尔-贝尔利奥路 402 勒库德赖-蒙索-达维德·杜耶首末站 / 科尔贝伊-埃松-快铁站 ↔ 维里-沙蒂永-拉特雷耶 403 塞纳河畔苏瓦西-莱梅约特 ↔ 邦杜夫勒-国家印刷中心 404 里斯-奥朗日斯-快铁棘林站 ↔ 埃夫里-快铁布拉德费尔站 405 里斯-奥朗日斯-快铁棘林站 ↔ 科尔贝伊-埃松-快铁站 / 亨利·杜朗 407 里斯-奥朗日斯-快铁里斯谷站 ↔ 埃夫里-欧内特 408A 埃夫里-快铁布拉德费尔站（顺时针环行线） 408B 埃夫里-快铁布拉德费尔站（逆时针环行线） 414 埃夫里-快铁库尔库罗讷站 ↔ 邦杜夫勒-国家印刷中心 414D 埃夫里-快铁库尔库罗讷站 ↔ 大韦尔-特雷维尔公园 415 埃夫里-快铁库尔库罗讷站 ↔ 维拉贝-城铁站 416 埃夫里-快铁库尔库罗讷站 ↔ 利斯-疯狂田场 453 塞纳河畔苏瓦西-莱梅约特 ↔ 邦杜夫勒-国家印刷中心 |
| Evry - Courcouronne RER 埃夫里-快铁库尔库罗讷站 | 埃夫里-库尔库罗讷站 地面公交车站 | Cars Sœur | 7001 埃夫里-洛日高级中学 ↔ 圣日耳曼-莱科尔贝伊-蟋蟀洞 7002 埃蒂奥勒-勒索绍瓦职高（环行线） |
| 1. 2. 3. 4.                                     |                                  |           | |

### 社会车辆
埃夫里-库尔库罗讷站附近设有社会车辆停车场。

## 临近车站
| 埃夫里-库尔库罗讷站（Gare d'Évry - Courcouronnes） |                           |                                      |
| 上行车站                                           | 线路                      | 下行车站                             |
| 奥朗日斯荆棘丛站 2.1km ←                           | 格里尼－科尔贝伊-埃松铁路 | 布拉德费尔-埃夫里-热诺波勒站 → 1.7km |
| - 本表仅显示运营中的线路及车站                     |                           |                                      |